# Peter Lawwell
Peter Lawwell (* 27. Mai 1959 in Schottland) ist ein britischer Sportfunktionär. Zwischen 2003 und 2011 war er Chief Executive Officer (Geschäftsführer) des schottischen Fußballvereins Celtic Glasgow. Er wurde am 2. Dezember 2022 als Nachfolger des Vorsitzenden Ian Bankier bekannt gegeben und übernahm am 1. Januar 2023 die Rolle des Vorsitzenden.

## Biografie

### Frühe Karriere
Lawwell begann seine Karriere in den 1970er Jahren als angehender Buchhalter bei Babcock Energy. Nach einiger Zeit als Führungskraft für eine Reihe von Unternehmen, darunter Imperial Chemical Industries und der F. Hoffmann-La Roche AG, bekleidete Lawwell anschließend leitende Positionen bei Mining Scotland und Clydeport.

### Celtic Glasgow
Peter Lawwell war erstmals von 1990 bis 1991 bei Celtic Glasgow als Finanzkontrolleur des Vereins unter dem damaligen Vorstandsvorsitzenden Terry Cassidy beschäftigt. Im September 2003 kehrte er als Nachfolger von Ian McLeod als Chief Executive Officer zu Celtic zurück. Lawwell wurde die Steigerung der Einnahmen und der Schuldenabbau zugeschrieben und er gilt als hartnäckiger Transferverhandler. 
Im Jahr 2010 wurde berichtet, dass Lawwell ein Gehalt von mehr als 700.000 Pfund pro Jahr verdiente, nachdem er gegenüber seinem vorherigen Vertrag für die Saison 2008/09 eine Erhöhung um 25 % erhalten hatte. Nachdem es Celtic in der Saison 2009/10 nicht gelungen war, einen Titel zu gewinnen, entschuldigte er sich bei den Celtic-Fans. Celtic verkaufte daraufhin Aiden McGeady für 9,5 Millionen Pfund und investierte den Erlös in neue Spieler, darunter Emilio Izaguirre, Biram Kayal und Gary Hooper.
Im Juli 2011 wurde Lawwell in den neuen professionellen Spielausschuss des schottischen Fußballverbandes berufen, der zur Beratung über den professionellen Fußball in Schottland eingerichtet wurde.
Im Januar 2021 wurde bekannt gegeben, dass Lawwell von seiner Position als Vorstandsvorsitzender des Clubs, die er 17 Jahre lang innehatte, zurücktreten wird.
Im Jahr 2022 wurde bekannt gegeben, dass Lawwell Anfang 2023 zu Celtic zurückkehren und den scheidenden Ian Bankier als Vorsitzenden ersetzen wird.
Neben seiner Tätigkeit im Vorstand der Scottish Professional Football League und der Scottish Football Association sowie verschiedenen anderen nationalen Unterausschüssen, Gremien und Arbeitsgruppen ist Lawwell in verschiedenen UEFA-Komitees vertreten und ist stellvertretender Vorsitzender der European Club Association und außerdem Vorstandsmitglied des UEFA/ECA-Joint-Ventures und Mitglied des ECA-Exekutivkomitees.

## Persönliches
Im Jahr 2010 kaufte Lawwell ein Haus in Thorntonhall für 2,5 Millionen Pfund, nachdem er sein vorheriges Haus in Drongan, das er für 850.000 Pfund gekauft hatte, für 1,1 Millionen Pfund verkauft hatte.
Im Jahr 2021 wurde Lawwells Haus in Thorntonhall Opfer eines Brandanschlags, nachdem drei Autos in Brand gesetzt worden waren, was dazu führte, dass Lawwell und seine Familie aus Sicherheitsgründen aus ihrem Haus fliehen musste.
Er ist Vater von drei Kindern, darunter Mark Lawwell, der als Chefscout von Celtic Glasgow tätig ist.